# Defensina

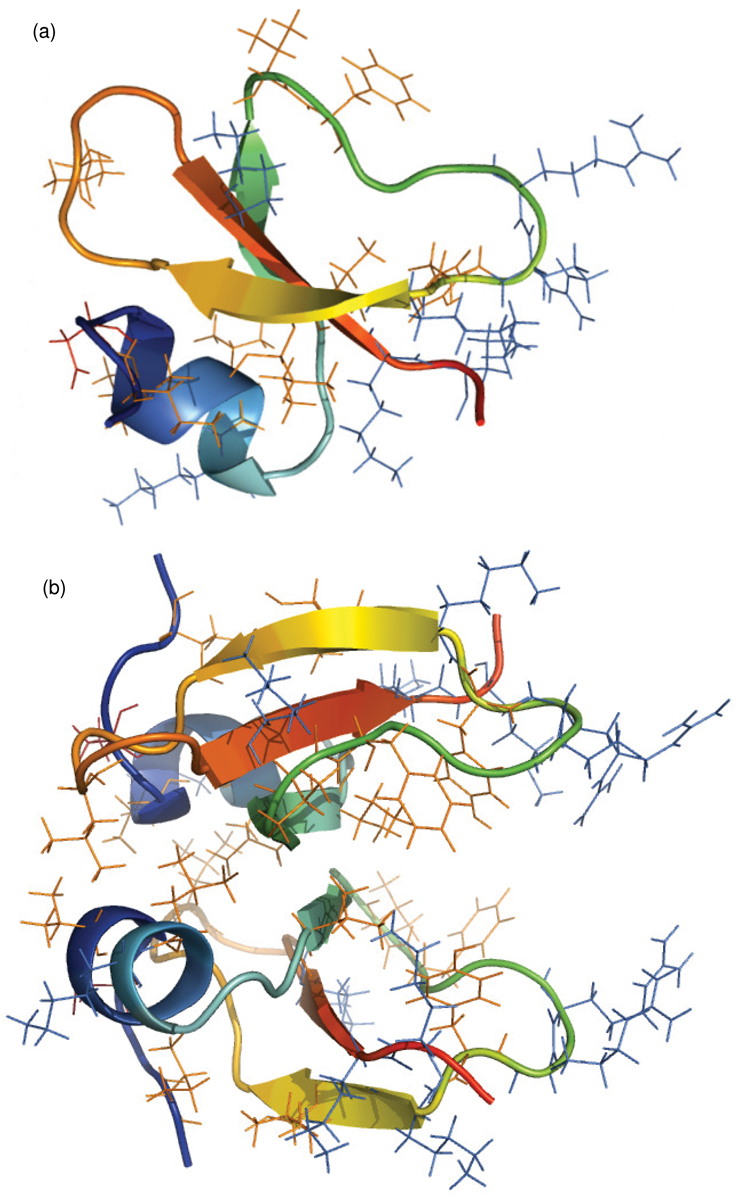
Strutture a monomeri e dimeri di defensine-β umane.

Le defensine sono una famiglia di proteine deputate, come dice il nome stesso, alla difesa di un organismo dall'attacco di potenziali patogeni. Sono una famiglia di proteine molto antiche e con una struttura altamente conservata in mammiferi, insetti e piante. Sono dei corti peptidi, lunghi da 29-34 aminoacidi, di natura anfipatica che riescono ad inserirsi nelle membrane e inducono la formazione di pori con conseguente morte per lisi della cellula.
Esistono due principali categorie di defensine: α e β e si differenziano per il tipo di cellula produttrice e quindi per la localizzazione.
Le α sono prodotte principalmente dai neutrofili (contenute nei granuli primari) e dalle cellule di Paneth; vengono prodotte e secrete in forma inattiva di propeptide e sono attivate da un taglio proteolitico ad opera della tripsina.
Le β sono prodotte dalle cellule epiteliali non appartenenti al tratto digestivo: del tratto respiratorio, del tegumento, del tratto urogenitale e della lingua.